# سوروپ
سوروپ (به آلمانی: Sörup) یک شهر در آلمان است که در اشلسویگ-فلنسبورگ واقع شده‌است. سوروپ ۴٬۱۹۵ نفر جمعیت دارد.